# Calibrachoa
Calibrachoa é um género botânico pertencente à família Solanaceae.